# Fikonmålla
Fikonmålla (Chenopodium ficifolium) är en växtart i familjen mållväxter. 